# Jonás Yeverino Cárdenas
Jonás Yeverino Cárdenas (21 de septiembre de 1907, Villa de General Cepeda, Coahuila - 18 de noviembre de 1957, Saltillo, Coahuila) fue un músico mexicano. 

## Biografía
Sus padres fueron Desiderio Yeverino Olivares y María Teresa Cárdenas Hernández. Fue el tercero de cuatro hijos; sus tres hermanos fueron Samuel, José y Hermelinda. 
Recibió sus primeras enseñanzas musicales de su padre Desiderio. La educación primaria la cursó en la Escuela Primaria Municipal para Niños.
Desde pequeño, Jonás, manifestó grandes facultades musicales. De entre las pocas personas que en aquel entonces tenían piano en la Villa de General Cepeda se encontraba la Sra. Gabriela Zertuche Aguirre, quien le dio las primeras lecciones de ese instrumento musical.
A los trece años de edad formó parte, junto con sus hermanos Samuel y José, del conjunto musical que dirigió el padre de ellos. En dicho conjunto Jonás Yeverino Cárdenas ejecutaba la trompeta. El referido conjunto amenizaba bailes y reuniones sociales en la Villa y en comunidades rurales.
En 1926, a la edad de 19 años, se trasladó a la ciudad de Piedras Negras, Coahuila con el propósito de continuar con su formación musical. En esa ciudad fronteriza prosigue sus estudios musicales con el Prof. Antonio Guerrero; él lo educó en Composición Musical, Armonía y Ritmo. Al ver las extraordinarias cualidades artísticas de su alumno, el profesor Antonio Guerrero lo envía a San Antonio, Texas a estudiar con un músico italiano que por ese entonces vivía en esa ciudad tejana; con él aprende Técnica y Teoría Musicales.
Como una muestra de gratitud por las enseñanzas brindadas por de parte del Prof. Antonio Guerrero, así como por la hospitalidad recibida por el matrimonio Guerrero-Armijo, Jonás Yeverino Cárdenas escribe la partitura del tango canción Sonrisas, composición a la que la Sra. María de la Luz Armijo le escribe la letra. Esto ocurre en el año de 1928.
Regresa a la Villa de General Cepeda. El 1 de octubre del año de 1931 recibe el nombramiento como profesor rural adscrito a la Dirección de Educación Federal en el Estado de Coahuila; se desempeña como pianista en el jardín de Niños Dr. Jesús Ramos.
Se trasladó a Saltillo en el año de 1932; con sus hermanos Samuel y José y otros músicos saltillenses formó su orquesta. Recordamos algunos nombres o apellidos de algunos músicos que integraban su orquesta.
• Cruz Mejía ejecutaba el contrabajo;
• Francisco Salas, Salitas, era el baterista;
• Alfredo Chato Valverde tocaba violín;
• Fermín Alvarado también tocaba violín;
• Pedro Betancourt interpretaba el piano y el saxofón;
• Coronado ejecutaba el saxofón;
• Mateo era trompetista. Sólo
La orquesta Yeverino amenizaba diversos eventos sociales. Con frecuencia era contratada la orquesta para amenizar bailes en el Patio Español de la Sociedad Manuel Acuña; en dicho centro social llegó a alternar con grandes orquestas como las que dirigían músicos de la talla de Pablo Beltrán Ruiz, Luis Arcaraz, Ramón Márquez, Carlos Campos, Mariano Mercerón y el norteamericano Everett Howland. También llegó a alternar con la orquesta Solistas de Agustín Lara.
Contrajo matrimonio el 1 de junio de 1933 con la Profra. María de Jesús Julia García Galicia. La pareja procreó siete hijos: Hermelinda, Héctor Jonás, Arturo, María Teresa, Raúl Mario, Sergio y Gilberto Armando.
Hacia los años 40 existió en Saltillo un cine llamado Mar y Cel, éste se ubicaba en la calle de Aldama entre las calles de Zaragoza e Hidalgo, donde actualmente se encuentra un centro de enseñanza de computación. Como eran tiempos del cine mudo, un conjunto musical que dirigía Jonás Yeverino Cárdenas se encargaba de ambientar musicalmente la exhibición de las películas.
Formó un Conjunto de Cuerdas en el que dirigió a un cuarteto de prestigiadas damas saltillenses; Elva de la Peña Pradis, Consuelo Vitela de la Peña, Fanny García y Lilia Mena Suárez lo integraron, bajo la conducción del maestro Jonás Yeverino Cárdenas.
Junto a prestigiados músicos coahuilenses formó un Cuarteto de Cámara que amenizó diversos eventos culturales. Jonás Yeverino Cárdenas ejecutaba el violonchelo, José Tapia R., el violín primero, Alfredo Valverde tocaba el violín segundo y Manuel Luna L. ejecutaba la viola.
Ingresó a la planta docente de la Benemérita Escuela Normal de Coahuila el uno de enero del año de 1942 como profesor de orfeón; en esa institución normalista laboró hasta el año de 1957, año de su fallecimiento. Sus alumnos aún lo recuerdan como un caballeroso profesor y un magnífico pianista.
También formó parte de la planta docente de las preparatorias Ateneo Fuente y Nocturna para Trabajadores, (Ahora Escuela Preparatoria Mariano Narváez).
En diversos periodos fue director de la Orquesta Sinfónica de Saltillo. En uno de esos periodos le correspondió dirigir a la Sinfónica de Saltillo durante la inauguración del Cinema Palacio; eso sucedió en el año de 1941.
En los periodos en los que no dirigía a la Sinfónica, formaba parte de la planta de músicos ejecutando el violonchelo.
En un concurso de orquestas que se celebró durante la feria de Saltillo en el año de 1944, la orquesta Yeverino obtuvo el primer lugar en competencia de ritmos.
Dentro de las festividades de las Bodas de Oro de la Escuela Normal de Coahuila se celebró el Primer Congreso Nacional de Educación Normal. En el acto inaugural del citado Congreso realizado el domingo 23 de abril de 1944, se llevó a cabo un programa cultural: dentro de éste sobresalió la actuación de un orfeón integrado por alumnos de la Escuela Normal y cantó la hermosa canción Peregrina del compositor yucateco Ricardo Palmerín.
El martes 2 de mayo de ese año de 1944 en la inauguración de dos fuentes obsequiadas a la Escuela Normal por la Sra. Carlota Duarte de López Padilla y de dos monumentos para colocar banderas, donados por el general de división Benecio López Padilla, en ese entonces Gobernador de Coahuila, se estrenó el Himno a la Bandera, cuya letra es de la profesora Amelia Vitela y la música de Jonás Yeverino Cárdenas. En esa ocasión el
Himno fue interpretado por los alumnos de V y VI grados de la Escuela Primaria Anexa, y la dirección y ejecución musical estuvieron a cargo del compositor musical.
En un Banquete de Aniversario organizado por los exalumnos de la Escuela Normal y que se efectuó el jueves 4 de mayo de 1944, el maestro Yeverino Cárdenas estrenó una obra musical de corte clásico, Preludio en Sinfonía, en do menor; en esa ocasión dedicó su composición musical a los maestros que habían sido directores de la Escuela Normal. En una velada de postín celebrada ese mismo día, sólo que por la noche y para concluir el programa de las Bodas Oro de la Escuela Normal de Coahuila, se volvió a interpretar la obra musical de corte clásico, Preludio en sinfonía, en do menor. Tanto por su destacada actuación como director de orquesta de cámara así como por el estreno y belleza de su composición musical, Yeverino Cárdenas fue felicitado por el entonces Secretario de Educación Pública, Lic. Jaime Torres Bodet.
En el año de 1952, formó una estudiantina con alumnos de III, IV, V y VI grados de la Escuela Primaria Anexa. Enseñó a los alumnos que constituyeron la estudiantina a interpretar distintos instrumentos de cuerda: Guitarra, mandolina, violín, contrabajo y piano. En el repertorio de la estudiantina se encontraban canciones como Las Mañanitas, Recuerdo, Morir por tu amor y Las Golondrinas.
Tras una larga y penosa enfermedad que por largas temporadas lo mantuvo postrado en la cama, Jonás Yeverino Cárdenas murió en la ciudad de Saltillo, Coahuila, el 18 de noviembre de 1957.
- Datos: Q5934163